# A Rose Is Still a Rose
A Rose Is Still a Rose är ett musikalbum av Aretha Franklin utgivet på skivbolaget Arista 1998. Albumet var Franklins 37:e studioalbum.

## Låtlista
(kompositör inom parentes)
1. "A Rose Is Still a Rose" (Lauryn Hill) - 4:27
2. "Never Leave You Again" (feat. Simbi Khali) (Sean "Puffy" Combs, Kelly Price, Corey Rooney) - 4:36
3. "In Case You Forgot" (Bill Dickens, Tim Gant, Michael Gray) - 4:49
4. "Here We Go Again" (Troy Lee Broussard, Trina Broussard, Jermaine Dupri, Wayne Garfield, Trey Lorenz, Mauro Malavasi, David Romani) - 3:30
5. "Every Lil' Bit Hurts" (Stephanie Cooke, Jermaine Dupri, Manuel Seal, Jr.) - 4:07
6. "In the Morning" (Babyface, Daryl Simmons) - 4:56
7. "I'll Dip" (Dallas Austin) - 4:06
8. "How Many Times" (Greg Charley, David Foster, John Winston) - 4:21
9. "Watch My Back" (Norman West) - 4:45
10. "Love Pang" (Mira Waters, Nancy Wilson) - 4:20
11. "The Woman" (Aretha Franklin) - 7:41